# Rico Ramos
Rico Dashon Ramos (* 20. Juni 1987 in Kalifornien) ist ein ehemaliger US-amerikanischer Boxer puerto-ricanischer Abstammung im Superbantamgewicht. Er wurde von Goossen Tutor promotet.

## Karriere
Am 20. März 2008 gab er erfolgreich sein Profidebüt. Am 9. Juli wurde er Weltmeister der WBA, als er Akifumi Shimoda durch klassischen K. o. in Runde 7 bezwang. Diesen Titel verlor er bereits bei seiner ersten Titelverteidigung im Januar des darauffolgenden Jahres an Guillermo Rigondeaux durch Knockout.